# Georges Boudin
Pour les articles homonymes, voir Boudin.
Georges Victor Boudin, né le 3 septembre 1906 à Oyonnax (Ain) et mort le 27 décembre 1983 à Paris, est un médecin et neurologue français ayant eu une carrière hospitalo-universitaire à Paris.

## Biographie
Descendant du peintre Eugène Boudin (1824-1898) et fils du médecin Paul Boudin, il est externe des Hôpitaux de Paris à 18 ans et reçu à l'Internat des hôpitaux de Paris en 1929, major de sa promotion. Il sa soutient sa thèse de doctorat sur une forme clinique particulière de syndrome de Guillain-Barré avec diplégie faciale et s'intéresse ensuite aux formes sévères de cette affection d’évolution parfois fatale.
Durant l'occupation allemande, il est brièvement emprisonné pour avoir caché des résistants. En 1943, il est nommé médecin des hôpitaux et assure ensuite pendant 4 ans les fonctions de chef de service à l'Hôpital Bicêtre. En 1947 il rejoint le professeur Théophile Alajouanine, pour diriger, avec Paul Castaigne, une division de son service de neurologie à l'Hôpital de la Salpêtrière .

## Travaux
La grande majorité des quelque 400 publications de Georges Boudin  porte sur des sujets très variés de neurologie.

## Honneurs et distinctions
Membre de l'Académie de Médecine en 1972, président de la Société française de neurologie en 1974, il est également officier de la Légion d'honneur[Quand ?].